# 政府刊行物
政府刊行物（せいふかんこうぶつ）は、出版されている書籍の種類。

## 概要
政府や国際機関が法律や規則に基づいて、一般に公表することを目的として出版している書籍のことをいう。主に官報、白書、統計書など。民間の出版社から発行されているものが多い。
国が編集か発行を行っていれば、それは政府刊行物になる。現在では政府刊行物の範囲が広くなっており、編集、著作、監修、発行のいずれかを政府関係機関が行っていれば、それは政府刊行物になる。
全国官報販売協同組合という組織が、政府刊行物の販売を行っている。
2013年4月16日に全国官報販売協同組合によって東京都千代田区霞が関には政府刊行物センターという施設が開設され、政府刊行物の販売が行われている。